# James Mallory
James Patrick Mallory (ur. 1945) – irlandzko-amerykański profesor emeritus w Queen's University Belfast, antropolog i specjalista od języków indoeuropejskich. Redaktor czasopisma Journal of Indo-European Studies.

## Publikacje książkowe
- In Search of the Indo-Europeans: Language, Archaeology and Myth. Londyn: Thames & Hudson, 1989. ISBN 0-500-27616-1
- The Archaeology of Ulster: From colonization to plantation (współautor). Belfast: Dufour Editions, 1991. ISBN 0-85389-353-5
- The Tarim Mummies: Ancient China and the Mystery of the Earliest Peoples from the West (współautor). Londyn: Thames & Hudson, 2000. ISBN 0-500-05101-1
- The Oxford Introduction to Proto-Indo-European and the Proto-Indo-European World (współautor). Oxford: Oxford University Press, 2006. ISBN 0-19-928791-0
- The Origins of the Irish. Londyn, Nowy Jork: Thames & Hudson, 2013. ISBN 0-500-05175-5
- In search of the Irish dreamtime: archaeology & early Irish literature. Londyn: Thames & Hudson, 2016. ISBN 978-0-500-05184-9